# 아론의 무적함대
아론의 무적함대는 명문 귀족 아론이 해적을 한다고 하면서 부하들을 이끌고 바다를 돌아다니는 내용의 코미디 만화이다. 대원씨아이에서 제작지원을 하고 있다.

## 등장인물
- 아론 콘웰 - 이 작품의 주인공. 명문 귀족이며 대공의 작위를 갖고 있다. 별 볼일 없는 위인처럼 보이지만 그의 외삼촌이 국왕이다. 아론은 해적이 되고 싶어 바다로 나갔지만 일거수 일투족이 모두 엉성하다.
- 빅터 콘웰 - 아론의 아버지. 대공의 작위를 갖고 있으며 애꾸눈이다. 아내가 왕위를 노리고 있어 걱정이 크다.
- 콘웰 부인 - 빅터의 아내이며 아론의 어머니. 아론이라는 외아들을 두고 있으며 선대 국왕의 딸. 그러나 이복남동생에게 왕위를 빼앗겨 왕위에 오르지 못한 과거가 있다.
- 로빈 - 아론의 호위무사. 굉장한 미남이다. 반면 돈을 광적으로 밝힌다.
- 로니 그린 - 원래 상선의 회계 담당이었으나 배가 난파되어 조난 상태에서 아론에 의해 구출되어 아론의 부하가 된다. 머리가 굉장히 좋아 아론의 무적함대에서 책사의 역할을 하고 있다. 실상 여자이긴 하지만 소년같은 외모 탓에 아무도 여자로 인정해주지 않는다.
- 메르세데스 - 성별불명의 해적. 아론의 해적모집에 응해서 아론의 수하로 들어간다. 미용사이며 머리카락의 길이를 자유자재로 조정할 수 있는 능력이 있는 데다가 사람들의 얼굴과 성별을 자유자재로 바꿀 수 있기 때문에 로니 그린이 무척 좋아한다. 평소에는 여자의 외모를 하고 다닌다. (실제론 남자임)
- 빈센트 - 아론의 해적모집에 응해서 아론의 수하로 들어간 또다른 1인. 험상궂은 외모와는 달리 존재감이 전혀 없으며 요리사라고 하지만 요리 실력이 전혀 없다. 그가 만든 모든 요리는 독극물이 된다.
- 안톤 - 진짜 해적이었으나 아론에게 붙잡혀 아론의 부하가 된다.
- 길버트 - 안톤과 같이 다니면서 진짜 해적이었으나 아론에게 붙잡혀 아론의 부하가 된다. 안톤과는 단짝.
- 넬슨 제독 - 루서 넬슨과 도로시 넬슨의 할아버지이자 상관. 빅터 콘웰과는 겉으로는 친구이지만 실제로는 정적(政敵)이며 아론을 해적이라는 이유로 자신의 아들인 루서에게 사살을 명령한다. 그러나 빅터 콘웰을 쉽게 건드리지 못하고 있는데 이유는 그의 처남이 국왕이기 때문이다. 같은 이유로 빅터 콘웰 역시 전무후무한 공처가가 되었다. 하지만 나서야 할 때는 나설 줄 아는 진짜 해군이다. 현재 국왕을 허수아비로 삼고 실권을 쥐고 있긴 하지만 이는 국왕을 무시해서가 아니라 선양(누나에게 왕의 자리를 넘겨주는 것)을 우려해서 이런 행동을 하고 있는 것이다.
- 루서 넬슨 - 해군 대위. 아론의 어릴적 친구. 우유부단이 극에 달했다.
- 도로시 넬슨 - 해군소위. 굉장한 미인이므로 루서 넬슨이 짝사랑하고 있지만 그 실상은 루서 넬슨의 이복형의 딸. 즉 조카가 된다.
- 에디 - 해군 중위. 못생긴 외모에 성격도 엉망이고 능력도 루서보다 훨씬 무능할 정도로 쓸모없는 위인이지만 신분이 귀족이라는 이유 하나만으로 장교가 되었다. 말 그대로 낙하산.
- 존 - 천민 출신의 일반 병사로 해군 하사. 루서가 우유부단하다는 것을 최대한 이용하는 기회주의자이다.
- 국왕 - 콘웰 부인의 2개월 차이나는 이복남동생. 아론의 외삼촌이기도 하다. 그러나 점점 늙어가는 콘웰 부인과는 달리 젊은 시절의 모습을 계속 유지하고 있으며 타의 추종을 불허하는 점쟁이이다. 남자라는 이유로 누나의 왕위를 가로챈 것과 점점 늙어가는 누나에 비해 45살의 나이임에도 불구하고 하나도 늙지 않아 누나로부터 극에 달하는 원한을 샀다.(사실 콘웰부인은 남동생인 국왕에게 왕위보다는 동안을 더욱 질투하고 있다.) 국왕은 후사가 없기 때문에 국왕이 죽을 경우 유일한 손아래 혈육인 아론 콘웰이 즉위하게 된다. 정치수완은 뛰어나지만 정치를 하는 사람으로서 최소한의 야망조차 없어서 걸핏하면 누나에게 왕위를 양보하려 하기 때문에 이를 막기 위해 어쩔 수 없이 넬슨 제독이 국가의 실권을 장악한 상태이다.
- 루나 - 원래 직업은 도둑이고, 굉장한 실력을 가진 괴도(노란머리)다. 하지만 빈센트와 이야기를 하던중 해적에게 호감을 느껴 아론의 부하가 된다. 로니와 상극관계이다.
- 웬디 - 마녀라는 별명을 가진 사람이다. 약을 만드는 일을 하던 중 아론 일행과 만나게 되는데, 약의 부작용의 치료를 목적으로 로니가 해적단에 넣는다.
- 용왕 - 미남이지만 큰 병이 들었으며 치료비용때문에 용궁은 파산했다.

## 국왕 통신
아론의 무적함대에서 마지막에 잠깐 국왕의 의견을 내보내는 국왕 통신이라는 부속 프로그램이 존재한다. 이는 아론의 무적함대에서 감초 역할을 한다.